# Tong Fei
Tong Fei (n. 25 martie 1961, Xiajiang County⁠(d), Jiangxi, Republica Populară Chineză) este un gimnast artistic ce a reprezentat Republica Populară Chineză, medaliat olimpic. A participat la o ediție a Jocurilor Olimpice (1984) în care a câștigat două medalii de argint.